# Čečenska Republika Ičkerija
Čečenska Republika Ičkerija je naziv za nepriznatu državu koju su osnovali separatisti proglašujući neovisnost Čečenije.
U prošlosti su Ičkeriju priznavali samo Gruzija i talibani u Afganistanu.

## Povijest
Godine 1991. (dok se raspadao SSSR) čečenski predsjednik Džohar Dudajev proglašava neovisnost Čečenije.
S time se ne slaže njegov ruski kolega Boris Jeljcin i odbija priznati taj čin, kao i svaki drugi pokušaj cjepanja Ruske Federacije.
Država je bila de facto neovisna sve do 1994. kada ruska vojska okupira Čečeniju i počinje Prvi čečenski rat koji će trajati do 1996. i u kojem je Dudajev ubijen. Čečeni su povlačenjem ruske vojske uživali tehničku neovisnost sve do 1999., kada čečenski separatisti na čelu s Šamilom Basajevim napadaju susjednu rusku republiku Dagestan. Ruska vojska ponovno okupira Čečeniju i počinje Drugi čečenski rat.
Čečenski separatisti s Aslanom Mashadovom bježe u planine i počinju gerilski rat koji traje i danas.